# エジコ・フォン・バレンシュテット
エジコ・フォン・バレンシュテット（ドイツ語：Esico von Ballenstedt, 990/1000年 - 1060年ごろ）は、アスカーニエン家の家祖。バレンシュテット伯（fl. 1036年 - 1060年）であり、その領地は後のアンハルト侯領のもととなった。

## 生涯
エジコの父はアーダルベルト・フォン・バレンシュテットであり、オストマルク辺境伯オド1世の娘ヒッダと結婚したともいわれるが、これを裏付ける資料はない。エジコはマイセン辺境伯エッケハルト2世の妃ウタ・フォン・バレンシュテットと、ゲルンローデ女子修道院長ハツェヒャの兄弟にあたる。また、ディートリヒという兄弟もいた可能性がある。
エジコについてはほとんど知られていないが、バレンシュテット城に居を構え、ザクセンのシュヴァーベンガウ、ハルツガウ、北チューリングガウの伯であったと考えられている。
エジコは皇帝コンラート2世が発行した1036年の証書で最初に確認され、その後1059年までに発行された8つの勅許状でも確認される。また、13世紀の年代記『Annalista Saxo』において、Esicus de Ballenstideとして記されている。母方の祖父である辺境伯オド1世からオストマルクの広大な領地を相続したと考えられている。また、遅くとも1036年ごろから亡くなる1060年ごろまでバレンシュテット伯であった。
1043年ごろ、エジコはローマのパンクラティウスとアバンディウスに捧げられた教会をバレンシュテット城の近くに建立したとみられる。また、エジコはナウムブルク大聖堂の創設者の1人で、大聖堂は姉妹のウタが主要な寄進者であった。エジコがアンハルト城の最初の建物を1050年に建設したとする資料もあるが、他の資料ではアンハルト城はエジコの孫であるバレンシュテット伯オットーによって1123年ごろに建設されたとされる。
ウタとエッケハルト2世がそれぞれ1045年と1046年に子供がいないまま亡くなったとき、夫妻の領地は神聖ローマ皇帝ハインリヒ3世に返還されることになっていたが、エジコはエッケハルト2世らの遺領の大部分をゲルンローデ女子修道院の管理下とすることを保証した。この修道院ではエジコの姉妹ハツェヒャが1043年以降に修道院長をつとめていた。
エジコの領地は後のアンハルト侯領のもととなった。

## 結婚と子女
エジコはマティルデという名の女性と結婚した。『Annalista Saxo』によると、エジコはシュヴァーベン公ヘルマン2世の娘で神聖ローマ皇帝コンラート2世の義姉にあたるマティルデ・フォン・シュヴァーベンと1026年ごろに結婚したという。マティルデの2番目の夫上ロートリンゲン公フリードリヒ2世は1026年ごろに死去したと考えられており（1033年まで生存していたとも考えられている）、エジコと3度目に結婚した可能性がある。一方でエジコはマティルデ・フォン・ヴェルルと結婚したともされる。
エジコは妻との間に以下の子女をもうけた。
- アーダルベルト2世（1030年頃 - 1076/83年） - バレンシュテット伯[4]
- アデライーデ - ティモ・フォン・シュラプラウと結婚
- オットー